# Monokalliapseudes schubarti
Monokalliapseudes schubarti is een naaldkreeftjessoort uit de familie van de Kalliapseudidae. De wetenschappelijke naam van de soort is voor het eerst geldig gepubliceerd in 1949 door Mañé-Garzón.